# Linceo (hijo de Afareo)

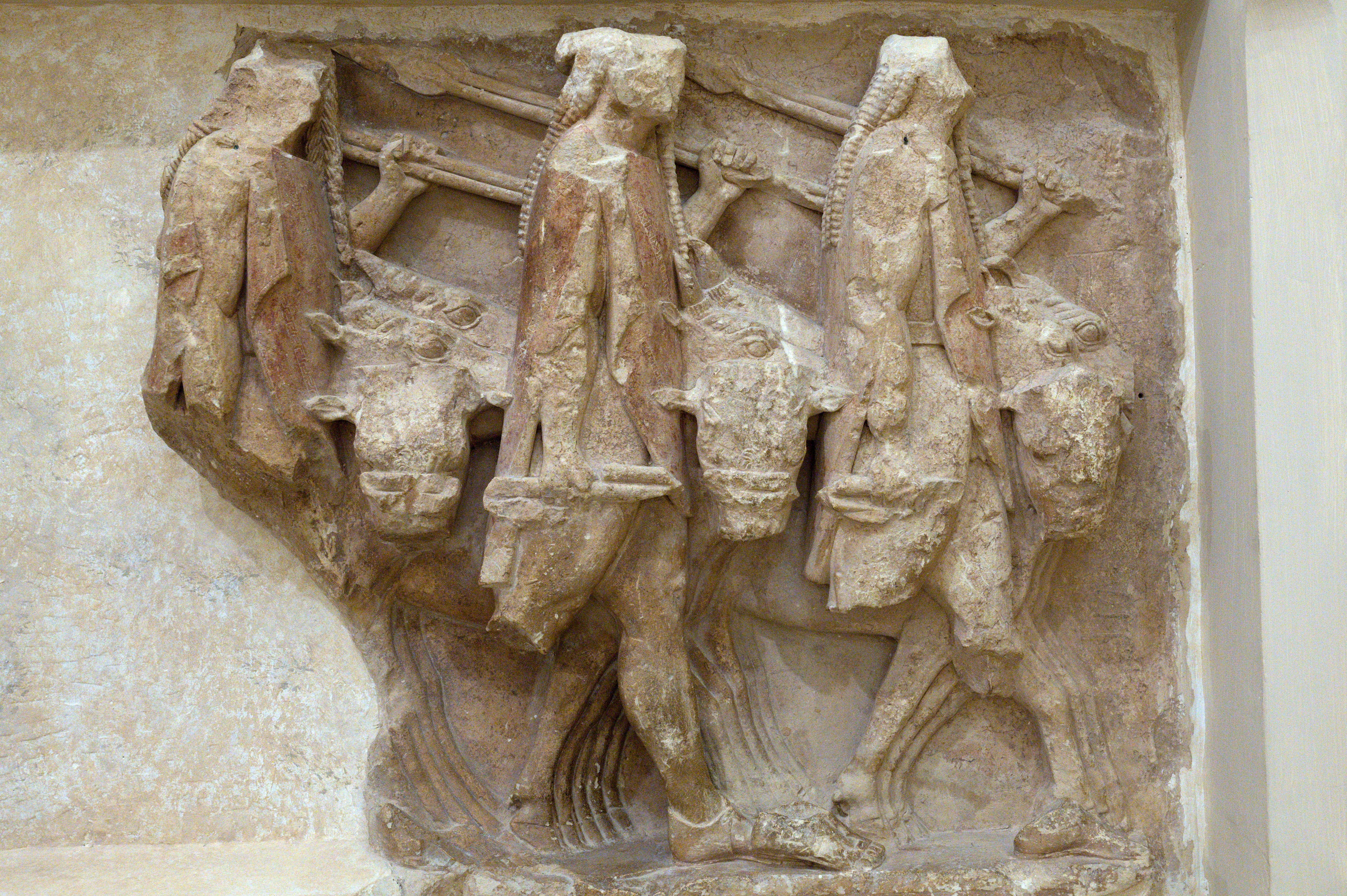
Los Dioscuros (Cástor y Pólux) traen ganado a casa de una incursión en Arcadia. Metopa del Tesoro de Sición en Delfos, hacia 560 a. C. Museo Arqueológico de Delfos.

En la mitología griega, Linceo (en griego Λυγκεύς, esto es, «vista de lince») era un príncipe de Mesenia que suele aparecer en los mitos asociados a su hermano Idas. Ambos participaron en la cacería del jabalí de Calidón, pero es más común que sean citados como parte de la expedición de los argonautas. A veces incluso se dice que Linceo sirvió en la expedición como vigía de la embarcación. Según la genealogía más común de Afareo y Arene, hija de Ébalo, nacieron Linceo, Idas y Piso. De hecho Idas y Linceo suelen ser citados por el patronímico de Afaretíadas. A Linceo no se le atribuye ninguna descendencia.
La agudeza visual de Linceo era proverbial, pues se dice que su mirada penetrante podía ver incluso lo que hay bajo tierra. Hay quienes dicen que podía mirar a través de los muros, los árboles e incluso la piel. Otros más aseguran que Linceo podía ver en la oscuridad de la tierra. Se ha dicho que se acostumbró a percibir bajo tierra, porque conocía las minas de oro. Cuando descendía, de repente hacía ver el oro y así surgió el rumor de que podía ver bajo tierra.
Sobre el final de Linceo se dice que murió en una disputa que mantuvo junto con su hermano contra sus primos Cástor y Polideuces a causa del reparto del botín de una expedición conjunta de robo de ganado en Arcadia. Los Dióscuros marcharon contra Mesenia, les arrebataron su botín y les tendieron una emboscada a los Afaretíadas. Linceo, divisando a Cástor desde lejos, avisó a Idas, que lo mató. Polideuces los persiguió y dio muerte a Linceo arrojándole la lanza, pero cuando perseguía a Idas fue herido por él en la cabeza con una piedra y cayó sin sentido. Otros cuentan otra versión. Dicen que los Afaretíadas estaban prometidos con sus primas, las hijas de Leucipo. Debido a la belleza de estas los Dioscuros las raptaron pero los Afaretíadas decidieron luchar contra ellos. El final resultó en lo mismo, pero esta vez Cástor mató a Linceo durante una batalla.